# Terraço do Café à Noite
Terraço do Café à Noite, cujo nome completo é O Terraço do Café na Place du Forum, Arles, à Noite, é uma obra do pintor holandês Vincent van Gogh. Ela foi pintada durante o tempo do artista na cidade de Arles, no sul da França. Foi durante esta época também que o artista concebeu outras obras famosas, como Noite Estrelada Sobre o Ródano e Quarto em Arles.

## O quadro
Durante seu período em Arles, Van Gogh se tornou obcecado em trazer cores vivas para os seus quadros e acabou se apaixonando pela noite estrelada da cidade. Certa vez o autor disse que "quando sinto uma terrível necessidade de religião, saio à noite para pintar as estrelas".
A obra retrata o atual Le Café Van Gogh, localizado na Place du Forum. A inspiração para a obra veio após o artista ler um trecho do romance Bel Ami de Guy de Maupassant, em que há descrição de um café à noite.